# Betafo (district)
Betafo is een district van Madagaskar in de regio Vakinankaratra. Het district telt 241.369 inwoners (2011) en heeft een oppervlakte van 89.94 km², verdeeld over 18 gemeentes. De hoofdplaats is Betafo.